# Fidiobia flavipes
Fidiobia flavipes är en stekelart som beskrevs av William Harris Ashmead 1894. Fidiobia flavipes ingår i släktet Fidiobia och familjen gallmyggesteklar. Inga underarter finns listade i Catalogue of Life.